# Lissocephala sabroskyi
Lissocephala sabroskyi är en tvåvingeart som beskrevs av Wheeler och Hajimu Takada 1964. Lissocephala sabroskyi ingår i släktet Lissocephala och familjen daggflugor. Inga underarter finns listade i Catalogue of Life.